# 大紅蛺蝶
大紅蛺蝶（學名：Vanessa indica）也稱橙蛺蝶、印度赤蛺蝶，是紅蛺蝶屬中的一種蝴蝶。种名indica意为印度的。

## 描述
本種無雌雄二型性，雌雄外觀相似。中型蛺蝶，體背暗褐，腹側淺褐或白色。頭部與觸角黑褐，觸角具白紋、末端略膨、頂端乳黃。複眼被毛，下唇鬚前伸、有毛，背黑褐、腹乳黃。胸部褐色，背泛赭、腹覆乳黃色毛。前足密被乳黃色毛，腹面具黑褐條紋，跗節癒合呈刺狀；中後足無毛，內黑褐、外乳白。腹背黑褐、腹面灰白。
前翅長29-33 mm，翅形近三角形，前翅前緣弧形，M1脈末端角狀，後翅臀區角狀。翅背多為黑褐色，前翅具橙色斜帶及三枚黑褐斑，外側黑褐，翅頂五枚白點，內側三點相連成短帶。後翅外緣橙帶，內含黑褐斑點。前翅腹面與背面相似，但翅頂為淡赭黃，前緣中央有藍色金屬光澤紋。後翅腹面混合褐、黑褐與深藍鱗片，帶白邊之鏤空斑、模糊眼狀斑與深藍色亞外緣斑列。緣毛橘色鑲褐色或白色，翅脈端暗褐。
雌蝶與雄蝶差異僅在前足跗節具分節、無毛、具刺。

## 分布
本種分布於印度北部、斯里蘭卡、中南半島、西伯利亞東部、庫頁島、中國、朝鮮半島、日本、台灣、菲律賓、西歐地區。
臺灣分布於本島中至高海拔地區，離島亦有發現。

## 生態習性
廣泛出現於常綠闊葉林、混生林、硬葉林、針葉林、海岸林、都市林及荒地等多種環境，一年可繁殖多代。成蟲飛行快速敏捷，喜訪花；幼蟲會綴葉造巢，以蕁麻科的青苧麻、咬人貓等植物為食。

## 資料來源
1. 1 2 3  徐堉峰，梁家源，黃智偉，沈宗諭. . 農業部林業及自然保育署. 2021/12. ISBN 9786267100523.
2. ↑  徐堉峰. . 台中市: 晨星出版社. 2013. ISBN 978-986-177-668-2.

## 外部連結
- 维基共享资源上的相關多媒體資源：大紅蛺蝶